# Hans Assmann von Abschatz
Hans Assmann von Abschatz (Bytom Odrzański, 4 febbraio 1646 – Legnica, 22 aprile 1699) è stato un poeta tedesco slesiano.
Nato a Bytom Odrzański, nei pressi di Breslavia, frequentò le scuole superiori a Liegnitz per poi studiare legge presso le università di Strasburgo e Leida.
Successivamente viaggiò per tre anni attraverso il Belgio, la Francia e l'Italia di cui subì l'influenza, specialmente di Giovan Battista Guarini di cui tradusse in tedesco il Pastor fido.
Dopo l'annessione della Slesia all'Austria fu riconosciuto il suo talento amministrativo tanto da ottenere diverse cariche pubbliche: l'imperatore Leopoldo I gli conferì il titolo di barone.
L'attività pubblica non gli impedì di esercitare la poesia e la sua capacità di traduttore particolarmente accurata.